# Sikenica
Sikenica (Hongaars: Peszektergenye) is een Slowaakse gemeente in de regio Nitra, en maakt deel uit van het district Levice.
Sikenica telt 647 inwoners.
De gemeente is ontstaan uit een fusie van twee dorpen in 1960; Veľky Pesek (Hongaars: Nagypeszek) en Trhyňa (Hongaars:Tergenye). 
De gemeente was van 1986 tot 1992 onderdeel van de stad Želiezovce.

## Bevolkingssamenstelling
Ongeveer de helft van de bevolking behoort tot de Hongaarse minderheid in Slowakije. Voor de Tweede Wereldoorlog was de bevolking volledig Hongaarstalig, in 1947 en 1948 werd 73% van de Hongaarse bevolking geruild met Slowaken uit Hongarije tijdens de Tsjechoslowaaks-Hongaarse bevolkingsruil.
In januari 1947 worden 32 Hongaarse families door het Tjsechische leger gedeporteerd naar Tsjechië. 16-18 april 1947 wordt 73% van de Hongaarse bevolking naar Hongarije uitgezet. Op 18 april komen de eerste Slowaakse families uit het zuiden van Hongarije aan. 
Tijdens de volkstelling van 2021 had de gemeente 627 inwoners, 408 Slowaken (65,07%) en	160 Hongaren (25,52%).